# Aeneas Appius
Aeneas Silvius Appius (* 6. September 1960 in Basel) ist ein Schweizer Ausdauerathlet. Er war aktiv im Fussball. Danach fokussierte er sich auf Laufen, Duathlon und Triathlon.

## Leben
Bis zum Alter von 35 Jahren spielte Aeneas Appius Fussball in den Schweizer Ligen.
Nach 20 Jahren im Fussballsport kam er 1997 zum Laufsport. Ab 1998 gehörte er als Läufer zur nationalen Masters Elite (Bahn, Cross, City, Berg und Marathon). Er war mehrfacher Schweizer Meister im Langstreckenlauf. Seit 2014 betreibt er Duathlon (Laufen, Radfahren und Laufen), seit 2016 Triathlon (Schwimmen, Radfahren und Laufen) und gehört seit 2016 in seiner Alterskategorie zur Weltspitze im Duathlon. Bei seiner ersten Duathlon-Europameisterschaft 2016 in Kalkar konnte er gleich die Altersklasse M55 für sich entscheiden.
Er war regelmässig an Armee-Meisterschaften und Waffenläufen in der Schweiz anzutreffen und war Mitglied des erfolgreichen Suisse Teams an der CISM Marathon Weltmeisterschaft 2002 in Biel und Erster der ranghöheren Offiziere.
Von 2015 bis 2018 gewann er viermal in Folge die Swiss Duathlon Serie in seiner Altersklasse. 2015, 2016, 2021 und 2024 wurde er Schweizermeister Duathlon in der Kategorien M55/M60. Aktuell zieren bereits 51 Medaillen von nationalen und internationalen Meisterschaften sein zuhause darunter auch diverse Titel im Duathlon als Welt-, Europa- und Schweizermeister. Sein sportliches Palmares weist über 700 Rennen (Laufen, Rad, Duathlon und Triathlon) mit einer Podestplatzquote von 66 % aus.
Seit 2017 setzt er sich ehrenamtlich als Swiss Duathlon Age Group Manager für den Breitensport ein und als Taktik und Performance Coach begleitet er Athleten auf dem Weg an die Weltspitze. Er ist Gründer und Mitglied des «Swiss Duathlon Gold Member Clubs».
Als Autor von Winning Spirit erklärt er die sieben Prinzipien des Erfolgs (Erstausgabe 2022) und bietet mit der «Panther Strategie» eine Umsetzungsmethode an. In Englisch Buch und E-Book 2023.
Als Autor von DUATHLET (Erstausgabe 2024) beschreibt er die Faszination von RUN-BIKE-RUN aus der Sicht eines Athleten. Weitere Buch und E-Book Sprachen: DUATHLETE (E), DUATLETA (I) und DUATHLÈTE (F)

### Privates
Aeneas Appius hat Berufsabschlüsse als Bankkaufmann und Verkaufsberater sowie einen Master of Business Management, ist verheiratet und Vater von drei erwachsenen Kindern. Auch seine Frau Anita ist als Läuferin und Duathletin erfolgreich und aktiv. Er ist als Unternehmensberater und Personal Coach rund um die Themen Erfolg, Motivation und Taktik aktiv
- Im Januar 2020 wurde Aeneas Appius vom Schweizer Verband Swiss Triathlon mit dem «Volunteer Award» geehrt.[10]

## Sportliche Erfolge
| Datum/Jahr    | Rang | Wettbewerb                                                          | Austragungsort | Zeit     | Bemerkung                                  |
| ------------- | ---- | ------------------------------------------------------------------- | -------------- | -------- | ------------------------------------------ |
| 14. Juli 2024 | 1    | PAN-AMERICAN Masters Games Duathlon M60-64                          | Cleveland      | 01:04:11 | Gold Sprint-Duathlon M60–64                |
| 29. Apr. 2023 | 1    | WT Duathlon World Championship M60–64                               | IBIZA          | 00:59:32 | Weltmeister Sprint-Duathlon M60–64         |
| 18. März 2023 | 2    | ETU Duathlon European Championship M60–64                           | Venice-Caorle  | 01:07:24 | Vizeeuropameister Sprint-Duathlon M60–64   |
| 12. Juni 2022 | 3    | WT Duathlon World Championship M60–64                               | Târgu Mureș    | 01:09:26 | Bronze Sprint-Duathlon M60–64              |
| 7. Nov. 2021  | 2    | WT Duathlon World Championship M60–64                               | Aviles         | 02:18:02 | Vizeweltmeister Standard-Duathlon M60–64   |
| 6. Nov. 2021  | 2    | WT Duathlon World Championship M60–64                               | Aviles         | 01:07:47 | Vizeweltmeister Sprint-Duathlon M60–64     |
| 8. März 2020  | 1    | ETU Duathlon European Championship M60–64                           | Punta Umbria   | 02:01:54 | Europameister Standard Duathlon M60–64     |
| 7. März 2020  | 1    | ETU Duathlon European Championship M60–64                           | Punta Umbria   | 01:03:44 | Europameister Sprint Duathlon M60–64       |
| 3. Juli 2019  | 2    | ETU Duathlon European Championship M55–59                           | Târgu Mureș    | 02:02:22 | Vizeeuropameister Standard Duathlon M55–59 |
| 30. Juni 2019 | 2    | ETU Duathlon European Championship M55–59                           | Târgu Mureș    | 01:00:35 | Vizeeuropameister Sprint Duathlon M55–59   |
| 3. März 2019  | 1    | Asian Championship Powerman Malaysia M55-M59                        | Putrajaya      | 03:07:56 | Asian Champion Powerman M45+!              |
| 27. Apr. 2019 | 2    | ITU Duathlon World Championship M55–59                              | Pontevedra     | 01:02:32 | Vizeweltmeister Sprint Duathlon M55–59     |
| 20. Okt. 2018 | 1    | ETU Duathlon European Championship M55–59                           | Ibiza          | 00:57:48 | ETU-Europameister Sprint Duathlon M55–59   |
| 8. Juli 2018  | 1    | ITU Duathlon World Championship M55–59                              | Fyn            | 01:04:04 | Weltmeister Sprint Duathlon M55–59         |
| 6. Mai 2018   | 2    | ETU Powerman Middle Distance Duathlon European Championship MM55–59 | Vejle          | 03:16:47 | Vizeeuropameister Standard Duathlon M55–59 |
| 21. Aug. 2017 | 2    | ITU Duathlon World Championship M55–59                              | Penticton      | 02:04:16 | Vizeweltmeister Standard Duathlon M55–59   |
| 19. Aug. 2017 | 1    | ITU Duathlon World Championship M55–59                              | Penticton      | 01:05:03 | Weltmeister Sprint-Duathlon M55–59         |
| 8. Mai 2016   | 2    | ETU Powerman Long Distance Duathlon European Championship M55–59    | Kopenhagen     | 02:53:38 | Vizeeuropameister Powerman M55–59          |
| 16. Apr. 2016 | 1    | ETU Duathlon European Championship M55–59                           | Kalkar         | 01:01:36 | Europameister Sprint Duathlon M55–59       |

| Datum/Jahr    | Rang | Wettbewerb                       | Austragungsort | Zeit     | Bemerkung                 |
| ------------- | ---- | -------------------------------- | -------------- | -------- | ------------------------- |
| 7. Mai 2017   | 1    | Sparkassen Triathlon Rheinfelden | Rheinfelden    | 01:11:24 | Sprintdistanz, Sieger M50 |
| 21. Okt. 2016 | 1    | Oceanic Triathlon                | Khor Fakkan    | 01:36:54 | Sieger M40+               |

| Datum/Jahr    | Rang | Wettbewerb                           | Austragungsort | Distanz          | Zeit     | Bemerkung                        |
| ------------- | ---- | ------------------------------------ | -------------- | ---------------- | -------- | -------------------------------- |
| 18. Aug. 2024 | 1    | Swiss Masters Athletics Championship | Staufen        | 10 km Strasse    | 00:38:31 | Schweizermeister M60+            |
| 21. Juli 2024 | 1    | PAN-AMERICAN Masters Games           | Cleveland      | 10 km Strasse    | 00:38:11 | Champion M60+                    |
| 26. Apr. 2024 | 1    | Swiss Masters Athletics Championship | Hägendorf      | Berglauf         | 00:41:49 | Schweizermeister M60+            |
| 21. Apr. 2024 | 1    | Zürich 10K                           | Zürich         | 10 km Strasse    | 00:37:22 | Sieger M60+                      |
| 25. März 2023 | 1    | Swiss Masters Athletics Championship | Uster          | 10 km Strasse    | 00:37:33 | Schweizermeister M60+            |
| 3. Apr. 2022  | 1    | Swiss Masters Athletics Championship | Vétroz         | 10 km Strasse    | 00:38:57 | Schweizermeister M60+            |
| 28. Aug. 2021 | 1    | Swiss Masters Athletics Championship | Lugano         | 10 km Strasse    | 00:37:15 | Schweizermeister M60+            |
| 26. Okt. 2020 | 1    | Swiss Masters Athletics Championship | Bellinzona     | 5000 m Bahn      | 00:18:10 | Schweizermeister M60+            |
| 2. Sep. 2018  | 1    | Achenseelauf                         | Pertisau       | 23,2 km; 230 hm  | 01:39:45 | 1. M50                           |
| 6. Nov. 2016  | 1    | Goldengate Bridge Halbmarathon       | San Francisco  | 21,1 km; 310 hm  | 01:24:25 | 1. M50                           |
| 3. Juni 2014  | 1    | Highland Park 5K                     | Illinois       | 5,0 km; 50 hm    | 00:17:57 | 1. Masters M40+                  |
| 1. Juni 2014  | 1    | Chicago 5K                           | Chicago        | 5,0 km; 10 hm    | 00:18:01 | Tagessieger                      |
| 14. Sep. 2013 | 1    | Swiss Masters Athletics Championship | Bellinzona     | 5000 m Bahn      | 00:16:58 | Schweizermeister Masters M40+    |
| 12. Juli 2013 | 1    | Stadtlauf Freiburg                   | Freiburg       | 5 km; 5 hm       | 00:16:42 | 3. Overall und 1. Masters M40+   |
| 1. Dez. 2012  | 1    | Stadtlauf Escalade                   | Genève         | 7,3 km; 126 hm   | 00:25:53 | 1. M50                           |
| 10. Juli 2011 | 1    | Beach Run CrissyField                | San Francisco  | 5 km; 5 hm       | 00:16:52 | 1. Masters M40+                  |
| 24. Apr. 2005 | 1    | Marathon Hamburg                     | Hamburg        | 42,195 km; 50 hm | 02:38:11 | 1. M45                           |
| 30. Nov. 2002 | 1    | Stadtlauf Basel                      | Basel          | 5,5 km; 50 hm    | 00:17:40 | 1. M40                           |
| 28. Sep. 2002 | 2    | Schweizermeisterschaft 10 km         | Eschenbach     | 10 km; 20 hm     | 00:31:49 | Vizeschweizermeister Masters M40 |
| 21. Apr. 2002 | 3    | Marathon Hamburg                     | Hamburg        | 42,195 km; 50 hm | 02:35:04 | 3. M40                           |

(DNF – Did Not Finish)

## Publikationen
- WINNING SPIRIT Die 7 Prinzipien des Erfolgs, ISBN 978-3-7568-1572-2, E-Book ISBN 978-3-7568-6450-8
- WINNING SPIRIT The 7 Principles of Success, ISBN 978-3-7578-1290-4, E-Book ISBN 978-3-7578-5717-2
- DUATHLET ISBN 978-3-7597-1391-9, E-Book ISBN 978-3-7597-5493-6
- DUATHLÈTE ISBN 978-3-7597-6896-4, E-Book ISBN 978-3-7597-1113-7
- DUATHLETE ISBN 978-3-7597-7019-6, E-Book ISBN 978-3-7597-1136-6
- DUATLETA ISBN 978-3-7597-7607-5, E-Book ISBN 978-3-7597-1163-2